# Унгерн-Штернберг, Александр фон
Барон Александр Петер фон Унгерн-Штернберг (нем. Alexander von Ungern-Sternberg; 1806—1868) — немецкий писатель-беллетрист, поэт и художник, работавший под псевдонимом Сильван. Писал на немецком и русском языках.

## Биография
Происходил из балтийских немцев, представитель старинного немецко-балтийского (остзейского) баронского рода Унгерн фон Штернберг. Родился 10 (22) апреля 1806 года в имении Нойстфер (Эстляндская губерния).
В 1826—1830 годах учился на камеральном отделении историко-филологического факультета Дерптского университета. Недолго жил в Санкт-Петербурге, затем — Дрездене, где познакомился с Людвигом Тиком.
В 1841 году поселился в Берлине, где он был связан с группой литераторов и деятелей культуры, среди которых:  В. Алексис, К. Ф. Гуцков, Ф. Левальд, Фанни, Л. Тик и других.
Во время революции 1848 года был сторонником консерваторов, сотрудничал с монархическими силами, объединёнными вокруг газеты «Kreuzzeitung».
Последние годы жизни провёл в имении в Грамцове. Умер 24 августа 1868 года во время посещения своего брата в поместье Данненвальде в Мекленбург-Стрелице.

## Творчество

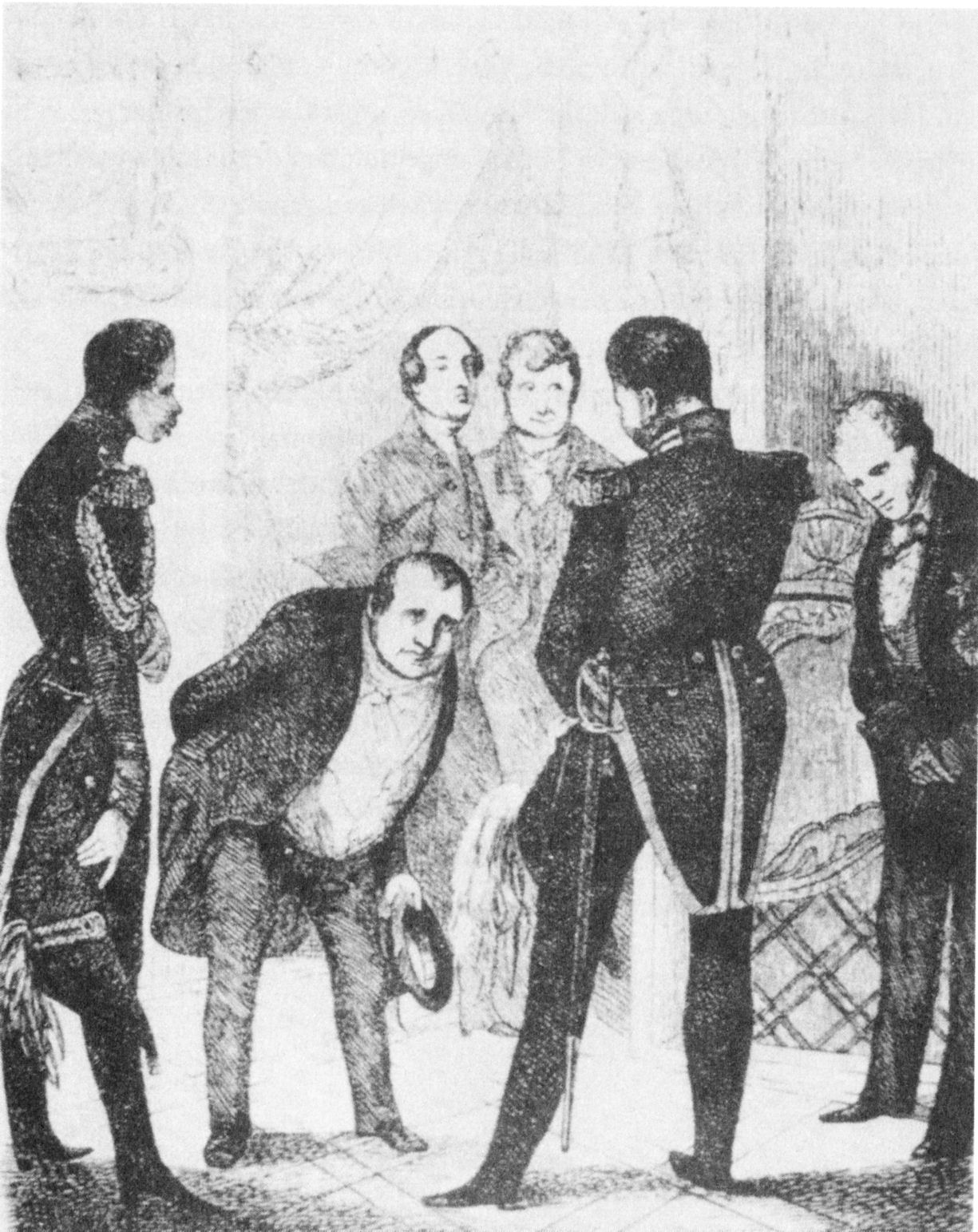
Иллюстрация к сатирическому роману «Tutu. Phantastische Episoden und poetische Excursionen» («Туту. Фантастические эпизоды и поэтические экскурсии», 1846), изображающая поклон подагрика Тика королю Пруссии.

Автор исторических, биографических и салонных романов, повестей и ироничной сказки.
Первые романы прозаика о жизни немецкого дворянства: «Diane» (Б., 1832); «Der Missionär» (Лейпциг, 1842) и «Paul» (Лейпциг, 1845) написаны не без таланта.
События 1848 г. заставили его теснее примкнуть к реакционной партии; он стал постоянным сотрудником «Kreuzzeitung» («Крестовой Газеты») и напечатал серию тенденциозных романов: «Royalisten» (Бремен, 1848); «Die Beiden Schützen» (1849) и «Die Kaiserwahl» (1850), в которых пытался изобразить революционные события 1848 года в Германии в карикатурном виде.
За этим последовал ряд лёгких фельетонных романов: «Der deutsche Gilblas» (1851); «Ein Fasching in Wien» (1851) и др.
Его «Erinnerungsblätter» (Лейпциг, 1855—60) содержат интересный материал для характеристики политических и литературных кружков, в которых А. Унгерн-Штернберг вращался, будучи в Берлине.

## Избранные произведения
- Die Zerrissenen. Novelle. 1832
- Galathee. 1836
- Schiffer-Sagen. 2 тома, 1837
- Alfred. 1841
- Tutu. Phantastische Episoden und poetische Excursionen. 1846
- Die Royalisten. 1848
- Berühmte deutsche Frauen des achtzehnten Jahrhunderts. 2 тома, 1848
- Die Kaiser-Wahl. 1849
- Braune Märchen. 1850
- Ein Carneval in Berlin. 1852
- Macargan oder die Philosophie des achtzehnten Jahrhunderts. 1853
- Selene. 1853
- Das stille Haus. 1854
- Die Dresdener Galerie. Geschichten und Bilder. 2 тома, 1857—1858
- Kleine Romane und Erzählungen — Das Kästchen — Claudia. Eine altrömische Novelle, 1862
- Peter Paul Rubens. 1862 M
- Palmyra, oder das Tagebuch eines Papagai’s. 1868